# 槻木駅
槻木駅（つきのきえき）は、宮城県柴田郡柴田町槻木新町1丁目にある、東日本旅客鉄道（JR東日本）・阿武隈急行の駅である。

## 乗り入れ路線
JR東日本の東北本線と、阿武隈急行の阿武隈急行線が乗り入れ、接続駅となっている。阿武隈急行線は当駅が終点であるが、朝夕に限り当駅を介して東北本線仙台駅方面へ直通する列車も設定されている。阿武隈急行線は福島を除く各駅にキャッチフレーズを付けている。当駅のキャッチフレーズは「文化の薫る町」。
阿武隈急行線は元々は丸森線を名乗り、東北本線ともども日本国有鉄道（国鉄）の路線であったため、当駅は国鉄の単独駅であった。しかし丸森線は第1次特定地方交通線に指定されたため、1986年に阿武隈急行に転換され、当駅は国鉄（後のJR）と阿武隈急行の共同使用駅となった。

## 歴史
- 1891年（明治24年）1月12日：日本鉄道の駅として開業[3]。一般駅[3]。
- 1906年（明治39年）11月1日：日本鉄道が国有化され、官営鉄道の駅となる[3]。
- 1909年（明治42年）10月12日：線路名称を制定し、東北本線所属駅となる。
- 1941年（昭和16年）：改築により2代目駅舎が竣工[4]。
- 1963年（昭和38年）8月1日：貨物の取り扱いを廃止（旅客駅となる）[3]。
- 1968年（昭和43年）4月1日：国鉄丸森線が開業[5]。
- 1984年（昭和59年）2月1日：荷物の取扱を廃止[3]。
- 1986年（昭和61年）7月1日：国鉄丸森線が阿武隈急行に転換[5]。
- 1987年（昭和62年）
  - 3月31日：貨物の取り扱いを戸籍上再開[3]（取り扱い実績や貨物列車の発着はないまま）。
  - 4月1日：国鉄分割民営化により、国鉄の駅は東日本旅客鉄道（JR東日本）・日本貨物鉄道（JR貨物）の駅となる[3]。
- 1997年（平成9年）
  - 4月1日：日本貨物鉄道の駅が廃止[3]。
  - 5月：駅舎建て替え工事が開始[4]。
  - 7月11日：仮駅舎に移転して営業を開始し、従来の駅舎側ホーム1面、島式ホーム2面に上り本線、上り1番線、阿武隈急行本線、下り1番線、下り本線の5線から、2面3線へと縮小する工事が7月下旬までに実施された[4]。
- 1998年（平成10年）[2]6月27日：新駅舎が完成。
- 2003年（平成15年）
  - 7月10日：自動改札を設置。
  - 10月26日：JR東日本（東北本線）でICカード「Suica」の利用が可能となる[6]。
- 2013年（平成25年）4月1日：直営駅（船岡駅所属槻木駅在勤）から業務委託駅（JR東日本東北総合サービス）となる（2階改札口は従前より東北総合サービス委託となっている）。
- 2014年（平成26年）10月1日：船岡駅の業務委託化に伴い、管理駅が岩沼駅に変更。
- 2023年（令和5年）3月31日：みどりの窓口の営業を終了[7]。
- 2024年（令和6年）10月1日：JR東日本（東北本線）でえきねっとQチケのサービスを開始[1][8]。

## 駅構造
単式ホーム1面1線と島式ホーム1面2線、計2面3線のホームを持つ地上駅である。駅機能はJR・阿武急で共用しているため、阿武急はJR改札内に発着する。駅舎はホームと同一の高さにある。
JR側は岩沼駅管理の業務委託駅である（JR東日本東北総合サービスへ委託）。阿武急側の係員配置はない（以前は朝の通勤通学時間帯と夕方の一部時間はホームに改札係員が配置され、到着列車の乗客の運賃精算とJR線から乗換客への乗車券発売を行っていた）。ホーム上には乗換用Suica改札機はないため、SuicaなどIC乗車券でJR線からの乗換時は改札機でIC乗車券で一旦出場してから、券売機できっぷを購入するか、JR有人改札で阿武隈急行線で支払うことを申告して再度改札に入る必要がある。
改札口は2か所あり、1階部分のホームに面したものと、跨線橋の2階部分に東西自由通路と直結したものとがある。1階改札口には自動券売機（Suicaカード残高で阿武急区間のみの片道乗車券購入可能）、自動改札機（Suica、えきねっとQチケ対応）、NewDaysが設置されている。2階改札口は柴田町の要望により設置され、自動券売機と簡易Suica改札機が設置されている（2階改札口は土休日は終日閉鎖）。阿武急の企画乗車券（フリーきっぷ）は当駅で購入できないため、有人改札で購入の旨を申告して角田駅・丸森駅・梁川駅・保原駅・福島駅への到着時に購入する形になる。
2番線は阿武隈急行乗り場で、到着時に列車内で運転士が運賃収受を行う（仙台直通列車は4両編成で車掌が乗務しており、当駅到着までに車内改札を実施）。その際、定期券・フリーきっぷ・JR連絡券を除き、精算済証を渡されるので、それを有人改札に渡して出場するか、乗り換えた列車内の車掌か到着JR駅の係員に渡して運賃精算してもらうことになる。阿武隈急行線の列車は、東北本線の上下線の間を通り、白石川を橋梁で渡ってから、東北本線の上り線を立体交差でまたいで角田方面に向かう。
なお、以前の槻木駅の構内配線は3面5線で、1番線が東北本線上り本線、2番線が東北本線上り1番線（待避線）、3番線が阿武隈急行本線（旧・丸森線）、4番線が東北本線下り1番線（待避線・晩年はほとんど使用されていなかった）、5番線が東北本線下り本線であった。旧・丸森線の分岐駅であったために大掛かりな配線になっていたが、1997年（平成9年）8月の駅舎建て替え工事に先立ち、配線整理が行われ、旧1・2番線が廃止、旧3・4・5番線が1・2・3番線に変更された。このため、列車が槻木駅に進入すると線路が北側にカーブしているのがうかがえる。また、駅南側には旧2番線跡を転用した保守用車留置線がある。

### のりば
| 番線 | 路線          | 方向 | 行先                         | 備考            |
| ---- | ------------- | ---- | ---------------------------- | --------------- |
| 1    | ■東北本線     | 上り | 白石・福島方面               |                 |
| 2    | ■阿武隈急行線 | -    | 梁川・福島方面               |                 |
| 3    | ■東北本線     | 下り | 岩沼・名取・仙台・小牛田方面 | 梁川始発は2番線 |

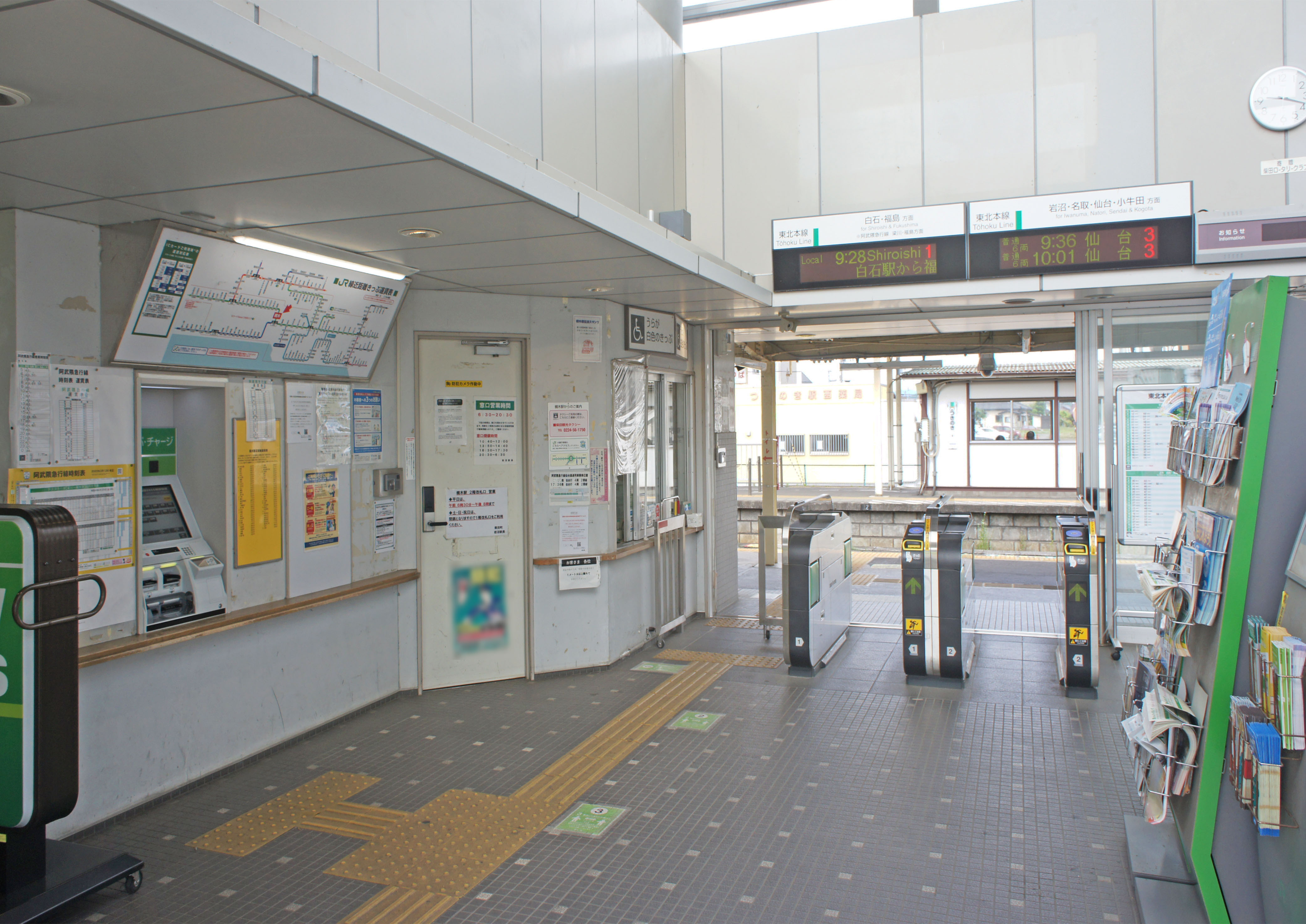
1階改札口（2022年5月）
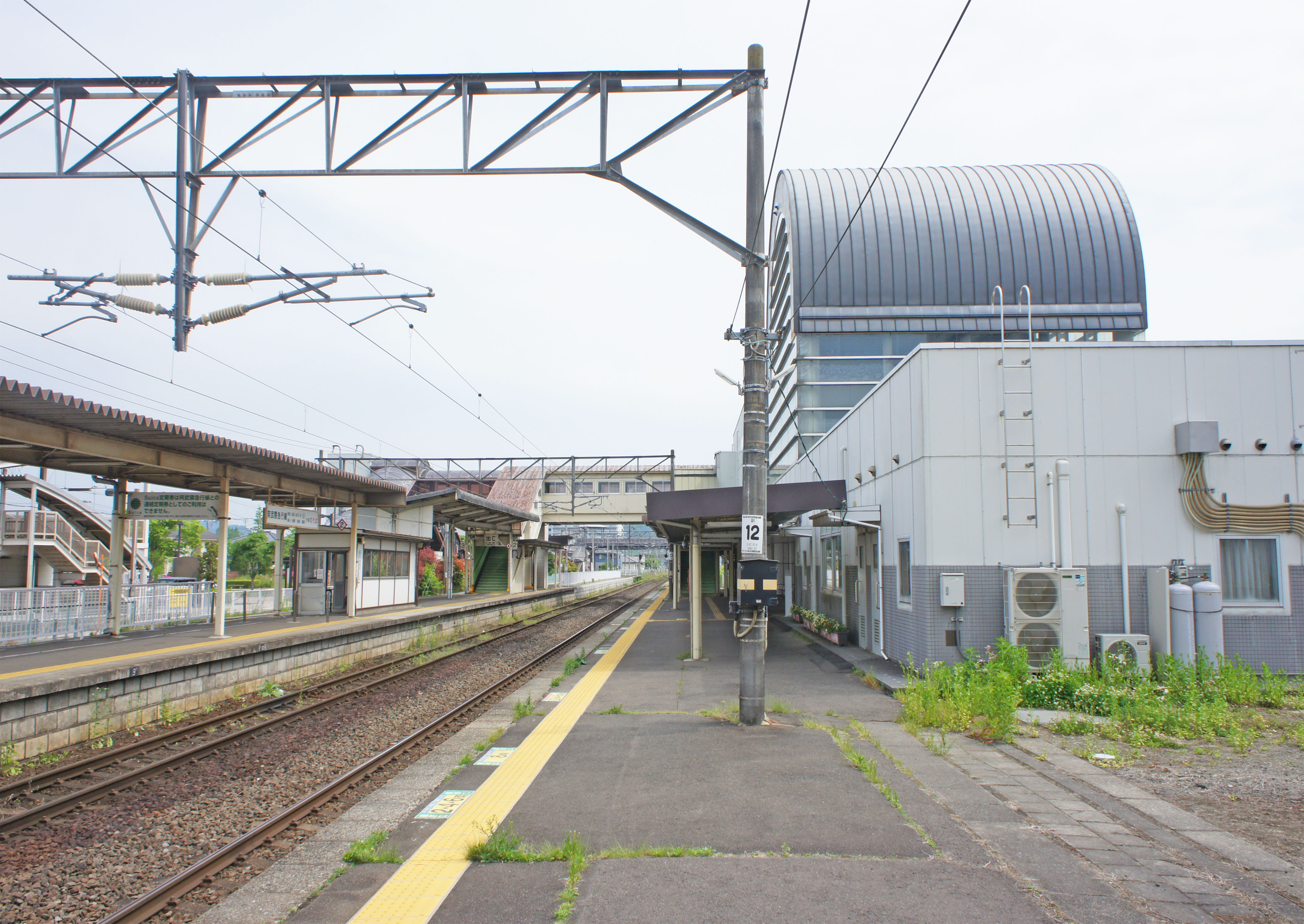
1番線ホーム（2022年5月）
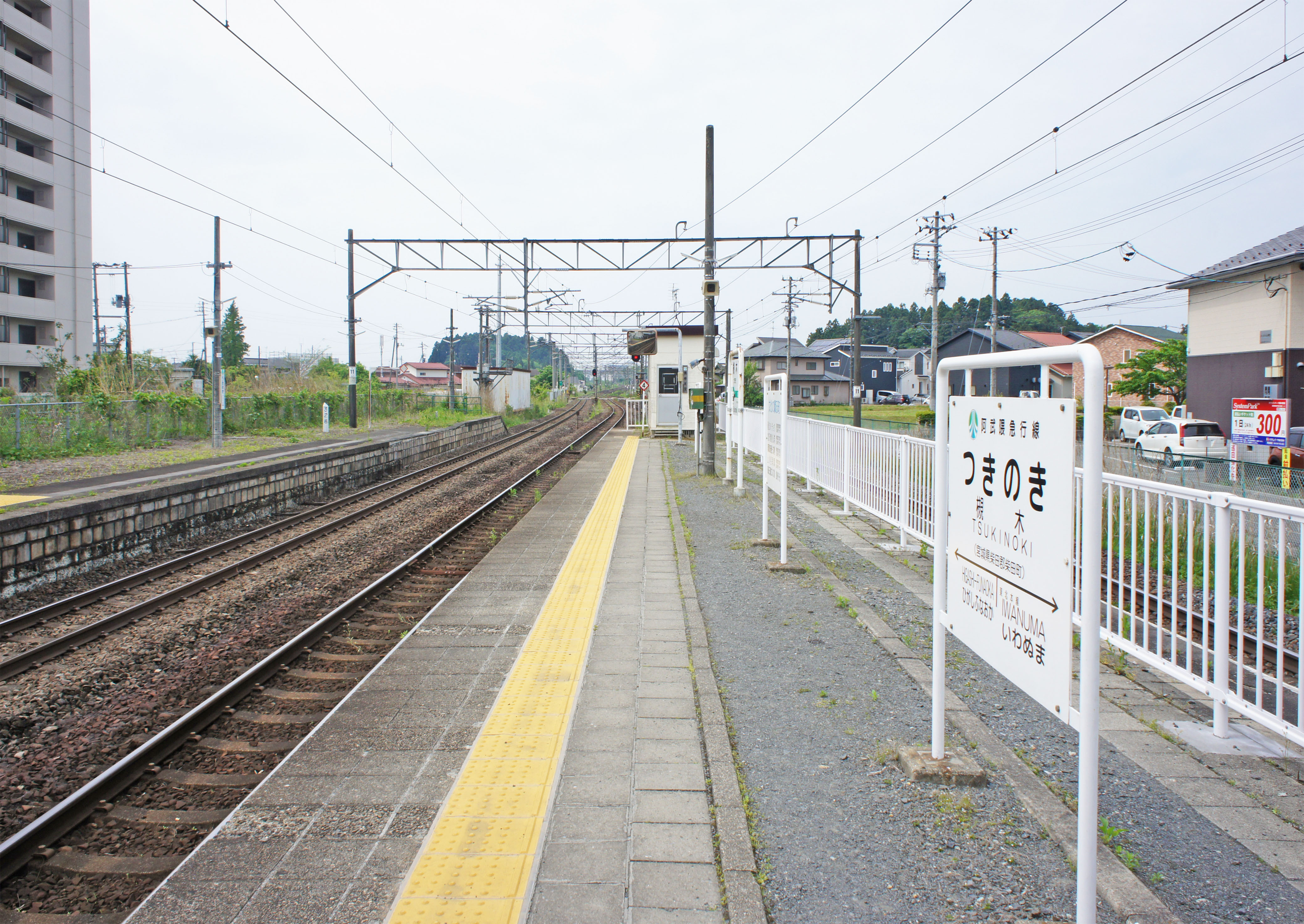
2番線ホーム（2022年5月）
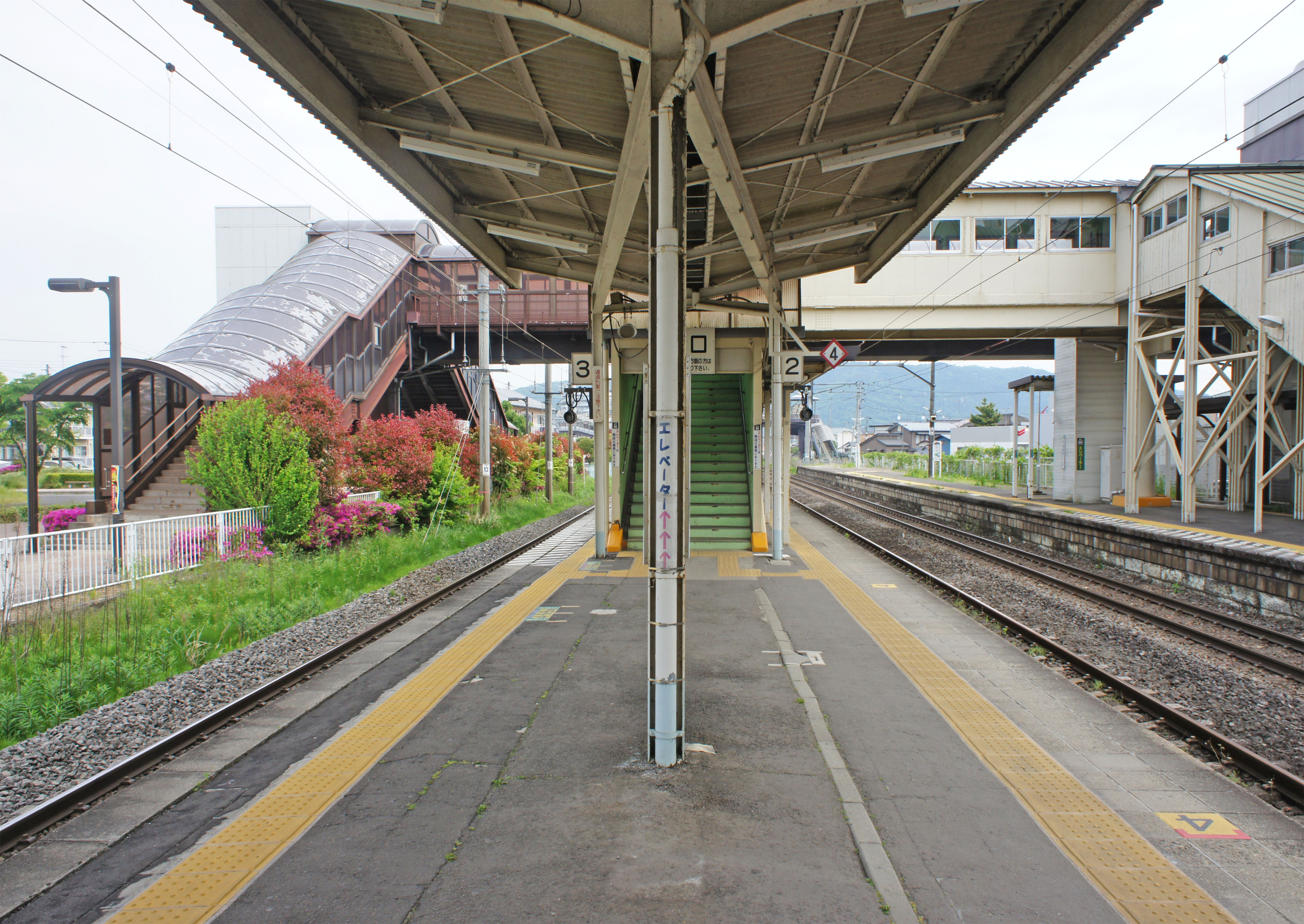
2・3番線ホーム（2022年5月）
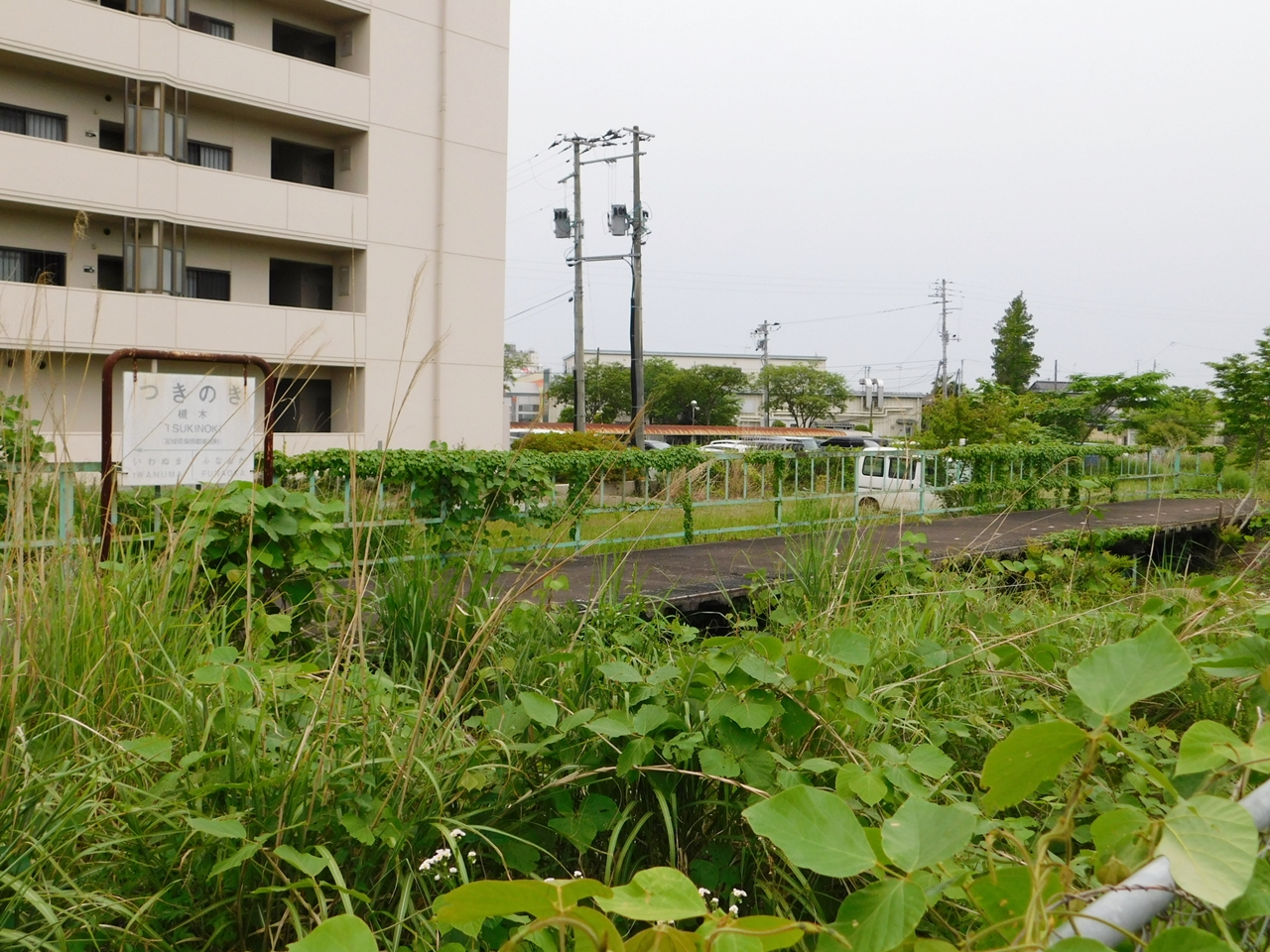
旧1番線ホームの遺構（2020年6月）

## 利用状況
- JR東日本 - 2023年度（令和5年度）の1日平均乗車人員は2,594人である[JR 1]。
- 阿武隈急行 - 2015年度（平成27年度）の1日平均乗車人員は1,195人である[柴田 1]。

1990年度（平成2年度）以降の推移は以下のとおりである。
| 1日平均乗車人員推移 | 1日平均乗車人員推移 | 1日平均乗車人員推移 | 1日平均乗車人員推移 | 1日平均乗車人員推移 | 1日平均乗車人員推移  |
| 年度                | JR東日本            | JR東日本            | JR東日本            | 阿武隈急行          | 出典                 |
| 年度                | 定期外              | 定期                | 合計                | 阿武隈急行          | 出典                 |
| ------------------- | ------------------- | ------------------- | ------------------- | ------------------- | -------------------- |
| 1990年（平成02年）  |                     |                     | 2,846               | 665                 | [ 柴田 1 ]           |
| 1991年（平成03年）  |                     |                     | 2,862               | 1,025               | [ 柴田 1 ]           |
| 1992年（平成04年）  |                     |                     | 2,940               | 1,153               | [ 柴田 1 ]           |
| 1993年（平成05年）  |                     |                     | 2,977               | 1,149               | [ 柴田 1 ]           |
| 1994年（平成06年）  |                     |                     | 2,978               | 1,145               | [ 柴田 1 ]           |
| 1995年（平成07年）  |                     |                     | 3,701               | 1,148               | [ 柴田 1 ]           |
| 1996年（平成08年）  |                     |                     | 2,861               | 1,159               | [ 柴田 1 ]           |
| 1997年（平成09年）  |                     |                     | 2,391               | 1,140               | [ 柴田 1 ]           |
| 1998年（平成10年）  |                     |                     | 2,403               | 1,192               | [ 柴田 1 ]           |
| 1999年（平成11年）  |                     |                     | 2,420               | 1,151               | [ 柴田 1 ]           |
| 2000年（平成12年）  |                     |                     | 3,478               | 1,106               | [ JR 2 ] [ 柴田 1 ]  |
| 2001年（平成13年）  |                     |                     | 3,397               | 1,103               | [ JR 3 ] [ 柴田 1 ]  |
| 2002年（平成14年）  |                     |                     | 3,310               | 1,138               | [ JR 4 ] [ 柴田 1 ]  |
| 2003年（平成15年）  |                     |                     | 3,304               | 1,253               | [ JR 5 ] [ 柴田 1 ]  |
| 2004年（平成16年）  |                     |                     | 3,224               | 1,178               | [ JR 6 ] [ 柴田 1 ]  |
| 2005年（平成17年）  |                     |                     | 3,216               | 1,114               | [ JR 7 ] [ 柴田 1 ]  |
| 2006年（平成18年）  |                     |                     | 3,148               | 1,076               | [ JR 8 ] [ 柴田 1 ]  |
| 2007年（平成19年）  |                     |                     | 3,063               | 1,055               | [ JR 9 ] [ 柴田 1 ]  |
| 2008年（平成20年）  |                     |                     | 3,039               | 1,074               | [ JR 10 ] [ 柴田 1 ] |
| 2009年（平成21年）  |                     |                     | 2,937               | 983                 | [ JR 11 ] [ 柴田 1 ] |
| 2010年（平成22年）  |                     |                     | 2,826               | 984                 | [ JR 12 ] [ 柴田 1 ] |
| 2011年（平成23年）  |                     |                     | 2,633               | 853                 | [ JR 13 ] [ 柴田 1 ] |
| 2012年（平成24年）  | 835                 | 1,937               | 2,773               | 1,121               | [ JR 14 ] [ 柴田 1 ] |
| 2013年（平成25年）  | 851                 | 1,937               | 2,788               | 1,151               | [ JR 15 ] [ 柴田 1 ] |
| 2014年（平成26年）  | 820                 | 1,977               | 2,797               | 1,171               | [ JR 16 ] [ 柴田 1 ] |
| 2015年（平成27年）  | 827                 | 1,992               | 2,820               | 1,195               | [ JR 17 ] [ 柴田 1 ] |
| 2016年（平成28年）  | 830                 | 2,002               | 2,833               |                     | [ JR 18 ]            |
| 2017年（平成29年）  | 823                 | 1,999               | 2,822               |                     | [ JR 19 ]            |
| 2018年（平成30年）  | 824                 | 2,018               | 2,843               |                     | [ JR 20 ]            |
| 2019年（令和元年）  | 764                 | 1,995               | 2,760               |                     | [ JR 21 ]            |
| 2020年（令和02年）  | 466                 | 1,557               | 2,023               |                     | [ JR 22 ]            |
| 2021年（令和03年）  | 539                 | 1,625               | 2,164               |                     | [ JR 23 ]            |
| 2022年（令和04年）  | 622                 | 1,677               | 2,300               |                     | [ JR 24 ]            |
| 2023年（令和05年）  | 718                 | 1,875               | 2,594               |                     | [ JR 1 ]             |

## 駅周辺
- 柴田町役場槻木事務所
- 槻木郵便局
- 国道4号
- 柴田町立槻木中学校
- 柴田町立槻木小学校
- JAみやぎ仙南槻木支店
- 七十七銀行槻木支店
- 山崎製パン仙台工場

## 隣の駅
東日本旅客鉄道（JR東日本）
■東北本線
船岡駅 - 槻木駅 - 岩沼駅
阿武隈急行
■阿武隈急行線
東船岡駅 - 槻木駅（ - 岩沼駅）

### 記事本文
1. 1 2 3 4 5  「駅の情報（槻木駅）：JR東日本」東日本旅客鉄道。2024年8月25日時点のオリジナルよりアーカイブ。2024年9月22日閲覧。
2. 1 2 3 4 5  『週刊 JR全駅・全車両基地』 13号 仙台駅・船岡駅・松島海岸駅ほか70駅、朝日新聞出版〈週刊朝日百科〉、2012年11月4日、23頁。
3. 1 2 3 4 5 6 7 8 9  石野 1998, p. 404.
4. 1 2 3  遠藤浩一「東北ニュース」『鉄道ピクトリアル』第645号、1997年11月、88頁。
5. 1 2  石野 1998, p. 473.
6. ↑  「2003年10月26日（日）仙台エリアSuica（スイカ）デビュー! (PDF)」（プレスリリース）、東日本旅客鉄道、2003年8月21日。2020年5月26日閲覧。
7. ↑  「駅の情報（槻木駅）：JR東日本」東日本旅客鉄道。2023年2月28日時点のオリジナルよりアーカイブ。2023年2月28日閲覧。
8. ↑  「Suicaエリア外もチケットレスで! 東北エリアから「えきねっとQチケ」がはじまります (PDF)」（プレスリリース）、東日本旅客鉄道、2024年7月11日。2024年8月1日閲覧。
9. 1 2  「JR東日本：駅構内図・バリアフリー情報（槻木駅）」東日本旅客鉄道。2024年9月22日閲覧。

### 利用状況
JR東日本
1. 1 2  「各駅の乗車人員 2023年度 101位以下（4）| 企業サイト：JR東日本」東日本旅客鉄道。2025年7月31日閲覧。
2. ↑  「JR東日本：各駅の乗車人員（2000年度）」東日本旅客鉄道。2025年7月31日閲覧。
3. ↑  「JR東日本：各駅の乗車人員（2001年度）」東日本旅客鉄道。2025年7月31日閲覧。
4. ↑  「JR東日本：各駅の乗車人員（2002年度）」東日本旅客鉄道。2025年7月31日閲覧。
5. ↑  「JR東日本：各駅の乗車人員（2003年度）」東日本旅客鉄道。2025年7月31日閲覧。
6. ↑  「JR東日本：各駅の乗車人員（2004年度）」東日本旅客鉄道。2025年7月31日閲覧。
7. ↑  「JR東日本：各駅の乗車人員（2005年度）」東日本旅客鉄道。2025年7月31日閲覧。
8. ↑  「JR東日本：各駅の乗車人員（2006年度）」東日本旅客鉄道。2025年7月31日閲覧。
9. ↑  「JR東日本：各駅の乗車人員（2007年度）」東日本旅客鉄道。2025年7月31日閲覧。
10. ↑  「JR東日本：各駅の乗車人員（2008年度）」東日本旅客鉄道。2025年7月31日閲覧。
11. ↑  「JR東日本：各駅の乗車人員（2009年度）」東日本旅客鉄道。2025年7月31日閲覧。
12. ↑  「JR東日本：各駅の乗車人員（2010年度）」東日本旅客鉄道。2025年7月31日閲覧。
13. ↑  「JR東日本：各駅の乗車人員（2011年度）」東日本旅客鉄道。2025年7月31日閲覧。
14. ↑  「JR東日本：各駅の乗車人員（2012年度）」東日本旅客鉄道。2025年7月31日閲覧。
15. ↑  「各駅の乗車人員 2013年度 ベスト100以外（4）：JR東日本」東日本旅客鉄道。2025年7月31日閲覧。
16. ↑  「各駅の乗車人員 2014年度 ベスト100以外（4）：JR東日本」東日本旅客鉄道。2025年7月31日閲覧。
17. ↑  「各駅の乗車人員 2015年度 ベスト100以外（4）：JR東日本」東日本旅客鉄道。2025年7月31日閲覧。
18. ↑  「各駅の乗車人員 2016年度 ベスト100以外（4）：JR東日本」東日本旅客鉄道。2025年7月31日閲覧。
19. ↑  「各駅の乗車人員 2017年度 ベスト100以外（4）：JR東日本」東日本旅客鉄道。2025年7月31日閲覧。
20. ↑  「各駅の乗車人員 2018年度 ベスト100以外（4）：JR東日本」東日本旅客鉄道。2025年7月31日閲覧。
21. ↑  「各駅の乗車人員 2019年度 ベスト100以外（4）：JR東日本」東日本旅客鉄道。2025年7月31日閲覧。
22. ↑  「各駅の乗車人員 2020年度 101位以下（4）| 企業サイト：JR東日本」東日本旅客鉄道。2025年7月31日閲覧。
23. ↑  「各駅の乗車人員 2021年度 101位以下（4）| 企業サイト：JR東日本」東日本旅客鉄道。2025年7月31日閲覧。
24. ↑  「各駅の乗車人員 2022年度 101位以下（4）| 企業サイト：JR東日本」東日本旅客鉄道。2025年7月31日閲覧。

柴田町統計書
1. 1 2 3 4 5 6 7 8 9 10 11 12 13 14 15 16 17 18  『2.旅客輸送状況』（PDF）（レポート）柴田町。2019年2月10日閲覧。